# 坂本幸雄
坂本幸雄（英語：Yukio Sakamoto, 1947年9月3日—2024年2月14日）是一位日本企业家。

## 生平
1947年出生于日本群马县前桥市，1970年毕业于日本体育大学。之后任职于德州仪器，1991年升任公司董事，1993年担任副社长。1997年加入神戶製鋼所担任半导体部部长。2002年担任日立製作所和日本電氣合资企业爾必達存儲器社长。公司已经连续亏损三年赤字超过200亿日元，在其接手后一年内扭亏为盈，最终盈利150亿日元，并在东京证券交易所挂牌上市。。2008年金融危机后公司盈利大幅缩水，2012年2月27日，爾必達存儲器向东京地方法院申请破产保护，后被美光科技收购。
2019年11月加入紫光集团高级副总裁兼日本分公司首席执行官。2020年原计划在重庆投资建厂，但随后紫光集团于2021年7月9日宣告破产保护而取消。2022年6月16日担任深圳市昇维旭技术有限公司首席战略官。
2024年2月14日因心肌梗死去世，享年77岁。